# Juaneño
Els juaneños o són una tribu uto-asteca anomenada originàriament acjachemen, que va agafar el seu nom castellà de la missió de San Juan Capistrano. Vivien al sud-oest de Califòrnia. Actualment són una tribu reconeguda federalment amb el nom anglès de Juaneño Band of Mission Indians - Acjachemen Nation.

## Demografia
Eren un miler el 1700, però baixaren a 500 el 1800 i a 50 el 1900. El darrer parlant de la llengua tribal va morir el 1962. Tanmateix, segons el cens dels Estats Units del 2000, hi havia 2.373 indis juaneños de llinatge pur, 71 de barrejats amb altres tribus, 850 de barrejats amb altres races i 36 de barrejats amb altres races i tribus. En total, 3.330 individus, dels quals 2.800 eren membres enregistrats de la tribu. La seu tribal és a San Juan Capistrano.

## Territori
El territori acjachemen s'estenia des del rierol Las Pulgas Creek, al nord del comtat de San Diego, fins als turons de San Joaquin, al llarg de la costa central del comtat d'Orange; i, a l'interior, des de l'oceà Pacífic fins a les muntanyes de Santa Ana. La frontera septentrional era al rierol Aliso Creek. El gruix de la població ocupa les sortides de dos grans rierols, el San Juan Creek (i el seu tributari principal, el Trabuco Canyon) i el San Mateo Creek (combinat amb l'Arroyo San Onofre, que drena cap a l'oceà en el mateix punt). La major concentració de pobles era al llarg del baix San Juan, on en última instància es trobava la missió de San Juan Capistrano.

## Costums
Els acjachemen residien en llogarets ben definits, permanents, i en campaments estacionals. La població de les viles podia variar d'entre 35 habitants fins a 300, amb un únic llinatge als pobles més petits i un clan dominant unit amb altres famílies als assentaments més grans. Cada clan tenia el seu propi territori i era "políticament" independent; es mantenien els vincles amb altres pobles a través de xarxes econòmiques, religioses i socials dins la regió circumdant. La jerarquia social era formada per la classe dirigent (principalment composta per famílies, caps de llinatge i altres especialistes cerimonials), una classe mitjana (famílies ben establertes i amb èxit), i la gent desconnectada de llurs famílies, famílies errants i captius de guerra.
El lideratge natiu consistia en el nota, o cap de clan, que duia a terme els ritus de la comunitat i la vida cerimonial, regulada conjuntament amb el consell d'ancians (puuplem), format pels caps de llinatge i per especialistes cerimonials per propi dret. Aquest òrgan decidia els afers de la comunitat, executats pel nota i els seus subordinats. Encara que hi havia cap regulació específica sobre com s'havien de col·locar les cabanes residencials en un poble, el recinte cerimonial (vanquesh) i la casa del cap sovint estaven situades al centre. Fra Gerónimo Boscana, un erudit franciscà que a partir de 1812 va residir més d'una dècada a San Juan Capistrano, compilà el que se sol considerar l'estudi més complet de les pràctiques religioses prehistòriques a la vall de San Juan Capistrano. El coneixement religiós era secret, i la religió predominant, anomenada chinigchinix, posava els caps de llogaret en la posició dels líders religiosos, un acord que els va donar un ampli poder sobre la gent del poble.
Boscana dividia els acjachemen en dues classes: els playanos (que vivien a la costa) i els serranos (que vivien a les muntanyes, a unes tres o quatre llegües de la missió). Les creences religioses dels dos grups en relació amb la creació diferien profundament. Els playanos sostenien que un ser totpoderós i invisible anomenat Nocuma portà la terra i el mar, juntament amb tots els arbres, les plantes i els animals del cel, la terra i l'aigua que contenia. Els serranos, per la seva banda, creien en dues existències diferents però relacionades: l'existència de dalt i l'existència de baix. Aquests dos éssers eren "totalment explicables i indefinits" (com ara germà i germana), i va ser el fruit de la unió d'aquestes dues entitats que es van crear "[…] les roques i la sorra de la terra, llavors els arbres, els arbustos i l'herba, després els animals [...]".
Llur cultura té una clara influència dels seus veïns gabrielinos. D'ells adquiriren el culte a l'estramoni (Datura strimonium), i el van transmetre als luiseños de l'est i el sud. Aquest culte és un complex de ritus esotèrics entorn d'un al·lucinogen de l'estramoni, el qual, si es bevia, inspirava visions sobrenaturals. Vivien en refugis d'estopa i s'alimentaven d'aglans i d'altres plantes, i obtenien alguns productes marins. La seva organització social no és gaire coneguda. Cada llogarret tenia un capitost al qual devien respecte oficial i deferència, però el seu poder real era limitat. Dirigien en comú les expedicions de cacera i de recol·lecció, i usualment el gruix de la collita el repartien entre els pobres en temps d'escassetat general.
El transvestisme i l'homosexualitat restaven aparentment protegits per la societat juaneña. Qualsevol noi que mostrés aquestes tendències era impulsat a mostrar-les i a desenvolupar-les. Els transvestits masculins eren molt apreciats com a bons treballadors, i a vegades es casaven.

## Història
El 1776 es va fundar al seu territori la missió de San Juan de Capistrano. Eren considerats indis de la missió tant pels espanyols com pels mexicans, però el 1821 foren sotmesos als barons mexicans. I l'arribada dels nord-americans des del 1849 els va anar delmant. El 1865 van patir una epidèmia de verola.
El 1982 foren reconeguts federalment com a tribu. En 2013 els juaneños van elegir el primer consell tribal totalment femení de la seva història, dirigit per Bobbie Banda.